# Sazerac
Il Sazerac è un cocktail ufficiale IBA facente parte della categoria "The Unforgettables".

## Storia
Si racconta che l'avo dell'attuale Sazerac sia stata una bevanda preparata da un farmacista creolo di origini francesi, trasferitosi dalle Antille a New Orleans nel 1834: Antoine Amédée Peychaud, talentuoso inventore di bitter aromatici che serviva ai suoi clienti mescolati con cognac e altri liquori. I bitter del farmacista erano pozioni curative toniche e rivitalizzanti, in voga ai tempi. Verso la fine del XIX secolo, al Sazerac si aggiunse l'ingrediente assenzio.

## Composizione
- 5 cl Cognac
- 1 cl Assenzio
- 1 zolletta di zucchero
- 2 gocce di Peychaud's Bitters.

## Preparazione
Il cocktail si prepara aromatizzando con assenzio il bicchiere in cui sarà servito. Porre quindi l'assenzio in un tumbler insieme a ghiaccio tritato e lasciarlo da parte.
Mentre il bicchiere prende il segno della "fata verde", in un mixing-glass si mescolano cognac e una zolletta di zucchero, imbevuta di Peychaud e disciolta in poca soda con un bar spoon.
Infine svuotare il contenuto del tumbler (con eventuali residui di assenzio) e filtrare il drink preparato nel mixing-glass all'interno del tumbler e servire senza ghiaccio.
Guarnire con gli oli essenziali di limone.

## Varianti
- New York Sazerac : Cognac e Whiskey in parti uguali.